# دیگو لوپز نوگرول
دیگو لوپز نوگرول (انگلیسی: Diego López؛ زادهٔ ۱۳ مهٔ ۲۰۰۲) بازیکن فوتبال اهل اسپانیا است که در پست مهاجم برای والنسیا مستایا بازی می‌کند.